# (366272) Medellin
(366272) Medellin est un astéroïde de la ceinture principale.

## Description
(366272) Medellin est un astéroïde de la ceinture principale. Il fut découvert le 30 mars 2003 à Mérida par Ignacio Ferrin et Carlos Leal. Il présente une orbite caractérisée par un demi-grand axe de 3,18 UA, une excentricité de 0,10 et une inclinaison de 19,8° par rapport à l'écliptique.

## Compléments